# Asymptote
Asymptote è un linguaggio di grafica vettoriale sviluppato da Andy Hammerlindl, John C. Bowman (università dell'Alberta) e Tom Prince che fornisce un ambiente (basato sulle coordinate) per il disegno tecnico. Esistono versioni per le maggiori piattaforme (UNIX, Mac OS, Microsoft Windows); è software libero, disponibile sotto licenza GNU Lesser General Public License.

## Sintassi e caratteristiche fondamentali
Asymptote permette la creazione di etichette ed equazioni tramite LaTeX, producendo file di alta qualità in PostScript, PDF, SVG, o 3D PRC; seppure ispirato a MetaPost, ha una sintassi più simile al C++. Così come TeX/LaTeX fornisce l'ambiente standard per la scrittura di testi scientifici e matematici in particolare, Asymptote dovrebbe rappresentare un nuovo standard per la creazione di grafici matematici. Come tale, Asymptote è per un utilizzo matematico, consentendo fra l'altro la rappresentazione delle rotazioni tramite numeri complessi o l'adozione del metodo del simplesso (in caso di grafici con frecce ed etichette, permette di riscalare automaticamente questi elementi qualora il grafico venga ingrandito o rimpicciolito).
Viene spesso citato come il primo pacchetto a portare TeX nelle tre dimensioni
.